# Zapornia monasa
La polluela de las Carolinas o rascón de Kosrae (Zapornia monasa ) es una especie extinta de ave gruiforme de la familia Rallidae endémica de las islas Carolinas. Se encontraba en la isla de Kosrae y quizás en Ponapé, ambas del archipiélago de las Carolinas, en el Pacífico suroccidental. Su hábitat preferido eran los pantanos costeros y las marismas cubiertas de plantas de taro (Colocasia esculenta).

## Descripción
Fue descubierta por Friedrich Heinrich von Kittlitz en 1827 y descrita científicamente por el mismo en 1858. Von Kittlitz describió su plumaje como principalmente negro con brillo azulado. Sus plumas de vuelo eran parduzcas. Su barbilla y la mitad de su garganta era parda. La parte superior de su cola era pardo negruzca y presentaba motas blancas en las coberteras de la parte inferior. Las coberteras interiores de las alas eran parduzcas también con motas blancas. El borde exterior de la primera pluma primaria era de tono marrón apagado. Sus ojos y patas eran de tonos rojizos. Su pico era negro. Medía unos 18 cm.
Existe controversia sobre su capacidad para volar. Las mediciones con rayos X de su carpometaparpo (un hueso del ala) indican la posibilidad de que fuera un ave no voladora. Sin embargo su nombre nativo es nay-tay-mai-not que significa «el que aterriza en el campo de taro» lo que implicaría que podría haber volado.

## Extinción
La polluela de las Carolinas se conoce solo por los dos especímenes que recolectó von Kittlitz en diciembre de 1827 en los pantanos de Kosrae. Las dos pieles disecadas actualmente se encuentran en la Academia de Ciencias de Rusia. La historia de su extinción es similar a la del estornino de Kosrae, otra especie extinta de la isla. Ya en 1828 von Kittlitz la describió como un ave poco común. El ornitólogo alemán Otto Finsch no consiguió encontrar ningún ejemplar de esta especie en su expedición de 1880 y tampoco lo consiguieron en la expedición Whitney a los mares del sur del Museo Americano de Historia Natural en 1931. Aparentemente fueron víctimas de las ratas que habían invadido la isla de Kosrae procedentes de los navíos balleneros y de los misioneros.